# Португалія на літніх Олімпійських іграх 2024
Португалію на літніх Олімпійських іграх 2024 представляли сімдесят три спортсмени у п'ятнадцятьох видах спорту.

## Медалісти
| Медаль | Ім'я                     | Вид спорту     | Змагання          | Дата      |
| ------ | ------------------------ | -------------- | ----------------- | --------- |
| 1      | Іурі Лейтао Руй Олівейра | Велоспорт      | медісон           | 10 серпня |
| 2      | Іурі Лейтао              | Велоспорт      | омніум            | 8 серпня  |
| 2      | Педро Пічардо            | Легка атлетика | потрійний стрибок | 9 серпня  |
| 3      | Патрісія Сампайо         | Дзюдо          | до 78 кг          | 1 серпня  |